# Joern J. Bambeck
Joern J. Bambeck (geboren am 20. März 1942 in Berlin, Deutsches Reich) ist ein deutscher Schriftsteller, Psychologe und Managementtrainer. Von Mitte der 1970er bis Anfang der 1990er veröffentlichte er eine Reihe von Science-Fiction-Erzählungen, die teilweise gesammelt in dem Band Innenwelten erschienen. Ab 1987 veröffentlichte er Sachliteratur zur Anwendung psychologischer Methoden in der Wirtschaft und insbesondere zu Persönlichkeitstests.

## Bibliografie
Sammlung
- Innenwelten : Science-fiction-Erzählungen. Heyne Science-fiction & Fantasy #4032, 1983, ISBN 3-453-30973-1. Inhalt:
  - Die Spinne
  - Mmirg
  - Das Schachspiel
  - Das Interview
  - Die Anderen
  - Romeo und Julia
  - Du sollst nicht töten
  - Science Fiction?
  - Im Namen Allahs
  - 4 SF-Miniaturen
  - Nimm reichlich Butter, damit sie schön braun werden
  - Dornröschen im Schnee oder Den Seinen gibt's der Herr im Schlaf
  - Teufelskreise
  - Im toten Herz der Kharnabhar

Kurzgeschichten
(hier nur die nicht in der Sammlung Innenwelten enthaltenen Titel)
- Jour Fixe. In: Wolfgang Jeschke (Hrsg.): Science Fiction Story Reader 16. Heyne (Heyne Science Fiction & Fantasy #3818), 1981, ISBN 3-453-30720-8.
- Prinz Eisenherz. In: Wolfgang Jeschke (Hrsg.): Science Fiction Story Reader 20. Heyne (Heyne Science Fiction & Fantasy #3995), 1983, ISBN 3-453-30931-6.
- Weit entfernt im Land der Steine, saß ein Riese, ganz alleine. In: Wolfgang Jeschke (Hrsg.): Das Gewand der Nessa. Heyne (Heyne Science Fiction & Fantasy #4097), 1984, ISBN 3-453-31057-8.
- Der Flug. In: Wolfgang Jeschke (Hrsg.): Science Fiction Story Reader 21. Heyne (Heyne Science Fiction & Fantasy #4041), 1984, ISBN 3-453-30983-9.
- Der Fall Belmont oder Eine Möglichkeit, in Zukunft ein Heiliger zu werden. In: Wolfgang Jeschke (Hrsg.): Die Gebeine des Bertrand Russell. Heyne (Heyne Science Fiction & Fantasy #4057), 1984, ISBN 3-453-31000-4.
- Der Clown. In: Wolfgang Jeschke (Hrsg.): Das Auge des Phönix. Heyne (Heyne Science Fiction & Fantasy #4235), 1985, ISBN 3-453-31223-6.
- Requiem. In: Wolfgang Jeschke (Hrsg.): Entropie. Heyne (Heyne Science Fiction & Fantasy #4255), 1986, ISBN 3-453-31236-8.
- In Statu Nascendi. In: Herbert W. Franke (Hrsg.): Kontinuum 2. Ullstein (Ullstein Science Fiction & Fantasy #31124), 1986, ISBN 3-548-31124-5.
- Ich werde immer dasein, wenn du mich brauchst. In: Wolfgang Jeschke (Hrsg.): Wassermans Roboter. Heyne (Heyne Science Fiction & Fantasy #4513), 1988, ISBN 3-453-02768-X.
- Stern mit vom Weinen verklebten Augen. In: Jörg Weigand (Hrsg.): Rettet uns!. »Die Mücke« (Die grüne Reihe #1), 1988, ISBN 3-926829-03-6.
- Die kürzeste SF-Geschichte aller Zeiten. In: Hardy Kettlitz (Hrsg.): Alien Contact, Nummer 4. Edition Avalon, 1991.
- Dies ist der Titel einer unmöglichen Geschichte. In: Hardy Kettlitz (Hrsg.): Alien Contact, Nummer 4. Edition Avalon, 1991.

Sachliteratur
- Seminar. Gabler, Wiesbaden 1987, ISBN 3-409-19653-6.
- Softpower : gewinnen statt siegen. Wirtschaftsverlag Langen Müller/Herbig, München 1989, ISBN 3-7844-7249-4.
- mit Antje Wolters: Jeder kann gewinnen : kreatives Konflikt- und Problemmanagement. Wirtschaftsverlag Langen Müller/Herbig, München 1990, ISBN 3-7844-7255-9.
- Der Persönlichkeitsstrukturtest : PST ; wie Sie und andere wirklich sind. Wirtschaftsverlag Langen Müller/Herbig, München 1991, ISBN 3-7844-7274-5.
- mit Antje Wolters: Brain power : erstaunliche Möglichkeiten bewusste und unbewusste Mentalkräfte zu nutzen. Wirtschaftsverlag Langen Müller/Herbig, München 1991, ISBN 3-7844-7263-X.
- Persönlichkeits-Struktur-Analyse : PSA – Wegweiser zur Selbst- und Menschenkenntnis. GABAL, Speyer 1992, ISBN 3-923984-20-0.
- Persönlichkeits-Analyse : die neue Generation von Persönlichkeits-Instrumenten. Institut für Persönlichkeits-Analyse, München 1997, ISBN 3-00-002080-2.